# Port lotniczy Lorient Południowa Bretania
Port lotniczy Lorient Południowa Bretania (IATA: LRT, ICAO: LFRH) – port lotniczy położony 5 km na północny zachód od Lorient, w regionie Bretania, we Francji.

## Linie lotnicze i połączenia
| Linia lotnicza | Kierunek  |
| -------------- | --------- |
| APG Airlines   | 1. Tuluza |